# Mount Whitney
Mount Whitney (Paiute jezik: Tumanguya) je najviša planina unutrašnjih država SAD-a (bez Havaja i Aljaske) te planinskog lanca Sierra Nevada, visine 4241 m. Smještena je u istočno-središnjoj Kaliforniji, na granici između okruga Inyo i Tulare te svega 136 km zapadno-sjeverozapadno od najniže točke Sjeverne Amerike, bazena Badwater u nacionalnom parku Dolina smrti koja se nalazi 86 m ispod morske razine. Zapadna padina planine nalazi se u nacionalnom parku Sequoia, a vrh je na južnom kraju staze John Muir, koja se proteže 341 km od otočja Happy u dolini Yosemite. 

## Geologija
Istočna padina planine znatno je strmija od zapadne, budući da je cijeli planinski lanac Sierra Nevada nastao kao rezultat rasjeda. Granit koji formira planinu Whitney dio je batolita Sierre Nevade. U doba krede, mase rastopljenih stijena proizašlih iz subdukcije uzdizale su se ispod današnjeg Whitneya i učvrstile se pod zemljom stvarajući velika prostranstva granita. U posljednjih 2 do 10 milijuna godina Sierra Nevada je potisnuta prema gore, što je omogućilo ledenjačkoj i riječnoj eroziji da ogoli gornje slojeve stijena, otkrivajući pritom otporni granit koji čini planinu.

## Klima
Prema Köppenovoj klasifikaciji klima, planina ima klimu tundre. Ljetne temperature variraju od 0 °C pa do najviših 27 °C za vrijeme ekstremnih toplinskih valova u dolini Owens. Zimske temperature su od −3.5 °C do -15.4 °C, s prosječnom količinom snjega između 380 i 1020 mm.

## Povijest istraživanja
U srpnju 1864. godine, članovi Kalifornijskog geološkog društva dali su ime vrhu prema Josiahu Whitneyu, državnom geologu te pokrovitelju istraživanja. Nakon nekoliko pokušaja, prvi koji su se uspeli na sam vrh bili su Charles Begole, A. H. Johnson i John Lucas, 18. kolovoza 1873. g.